# إيرين أودونيل
إيرين أودونيل (بالإنجليزية: Erin O'Donnell)‏ هي موسيقية أمريكية، ولدت في 11 مارس 1971 في سيفيرن في الولايات المتحدة.

## وصلات خارجية
- إيرين أودونيل على موقع IMDb (الإنجليزية)
- إيرين أودونيل على موقع ميوزك برينز (الإنجليزية)
- إيرين أودونيل على موقع ديسكوغز (الإنجليزية)